# Platyoides quinquedentatus
Platyoides quinquedentatus är en spindelart som beskrevs av William Frederick Purcell 1907. Platyoides quinquedentatus ingår i släktet Platyoides och familjen Trochanteriidae. Inga underarter finns listade i Catalogue of Life.